# Herminia aestivalis
Herminia aestivalis är en fjärilsart som beskrevs av Costani. Herminia aestivalis ingår i släktet Herminia och familjen nattflyn. Inga underarter finns listade i Catalogue of Life.